# Felcsút
Felcsút – wieś na Węgrzech, położona w komitacie Fejér, w powiecie Bicske.

## Historia
Pierwsza wzmianka o wsi pochodzi z 1269 roku, a jej nazwa pochodzi od imienia Csút. W kolejnych okresach tereny te były własnością m.in. paulinów (XVI wiek). Wzrost liczby ludności nastąpił od XVIII wieku. W latach 1829–1840 wzniesiono tu kościół katolicki, w 1895 roku - świątynię reformowaną, a w 1906 roku oddano do użytku ratusz.
W Felcsút do 1977 mieszkał Viktor Orbán, któremu wieś zawdzięcza swój rozwój, szczególnie po 2000 roku. W 2005 roku Orbán założył klub piłkarski Puskás Akadémia FC (wówczas  Labdarugó Akadémia Felcsút), który w 2013 roku awansował do węgierskiej pierwszej ligi. Na potrzeby klubu w latach 2012-2014 wybudowano stadion piłkarski Pancho Aréna o pojemności 3816 widzów (dwukrotnie większej, niż liczba ludności wsi). W 2015 roku otwarto kolej wąskotorową Vál-Völgyi, kursująca pomiędzy stadionem a arboretum w Alcsútdoboz, a w 2019 roku – galerię malarza Ignáca Kokasa.

## Galeria

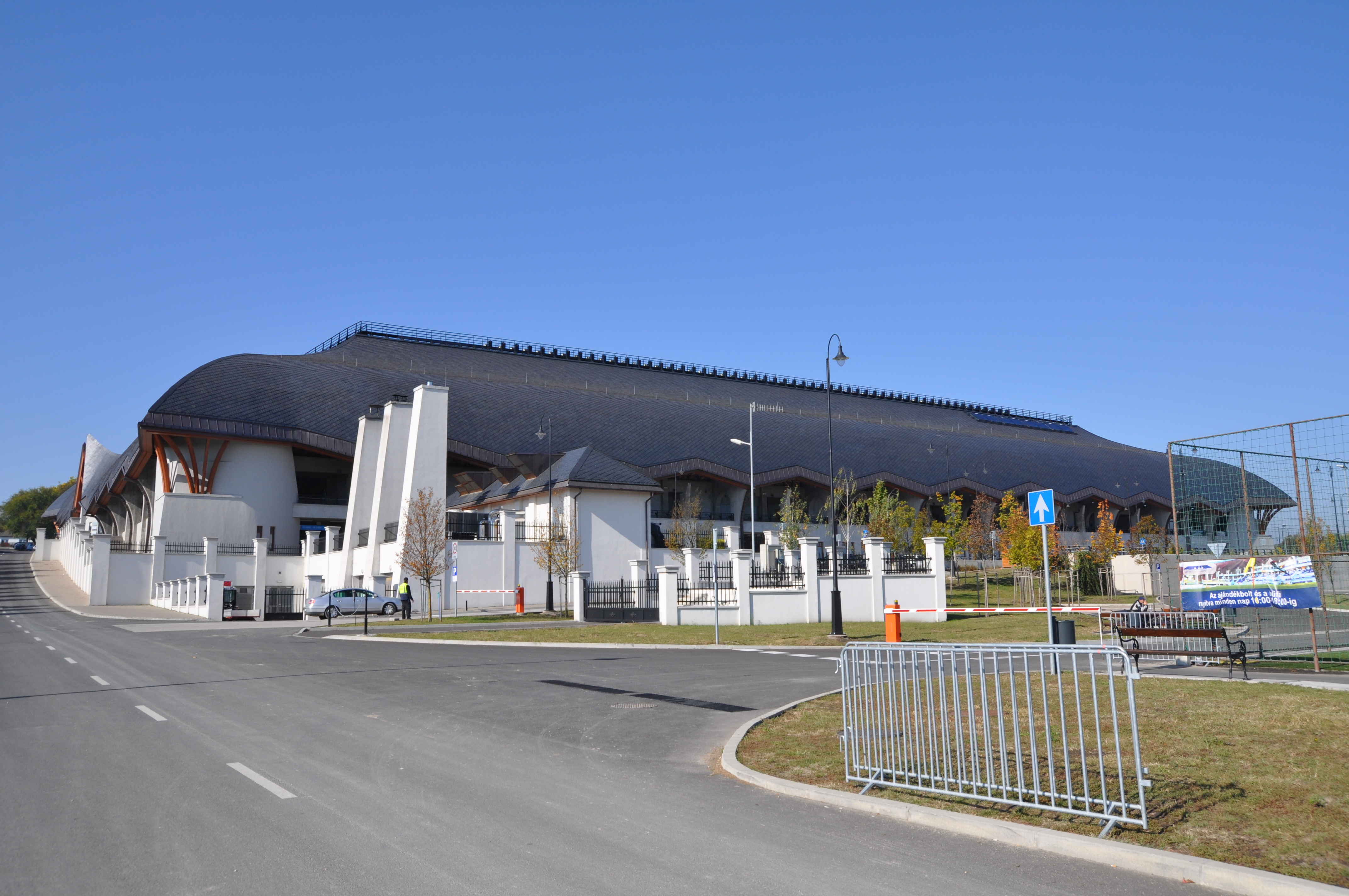
Stadion Pancho Aréna
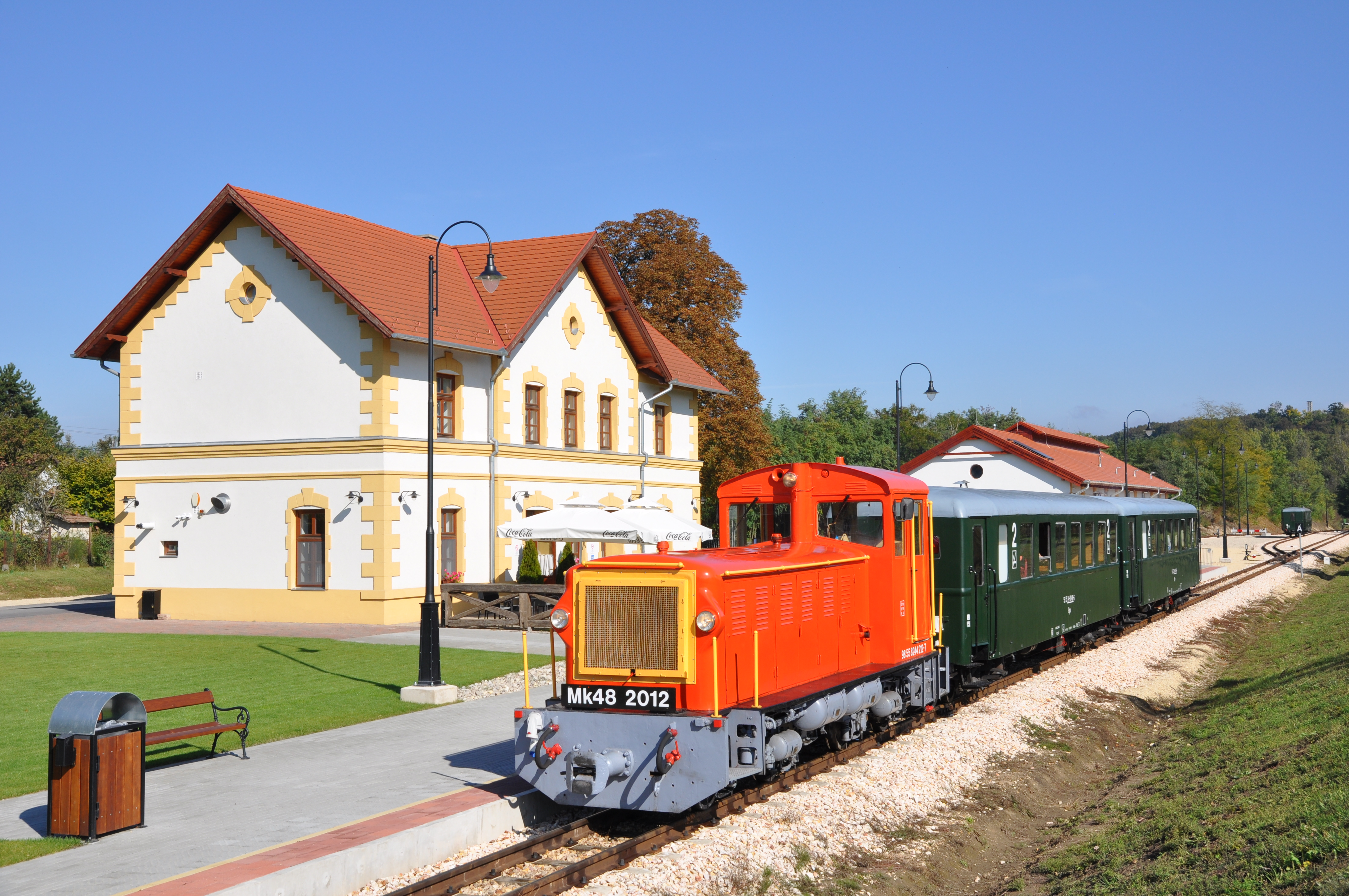
Pociąg kolei Vál-Völgyi na stacji w Felcsút
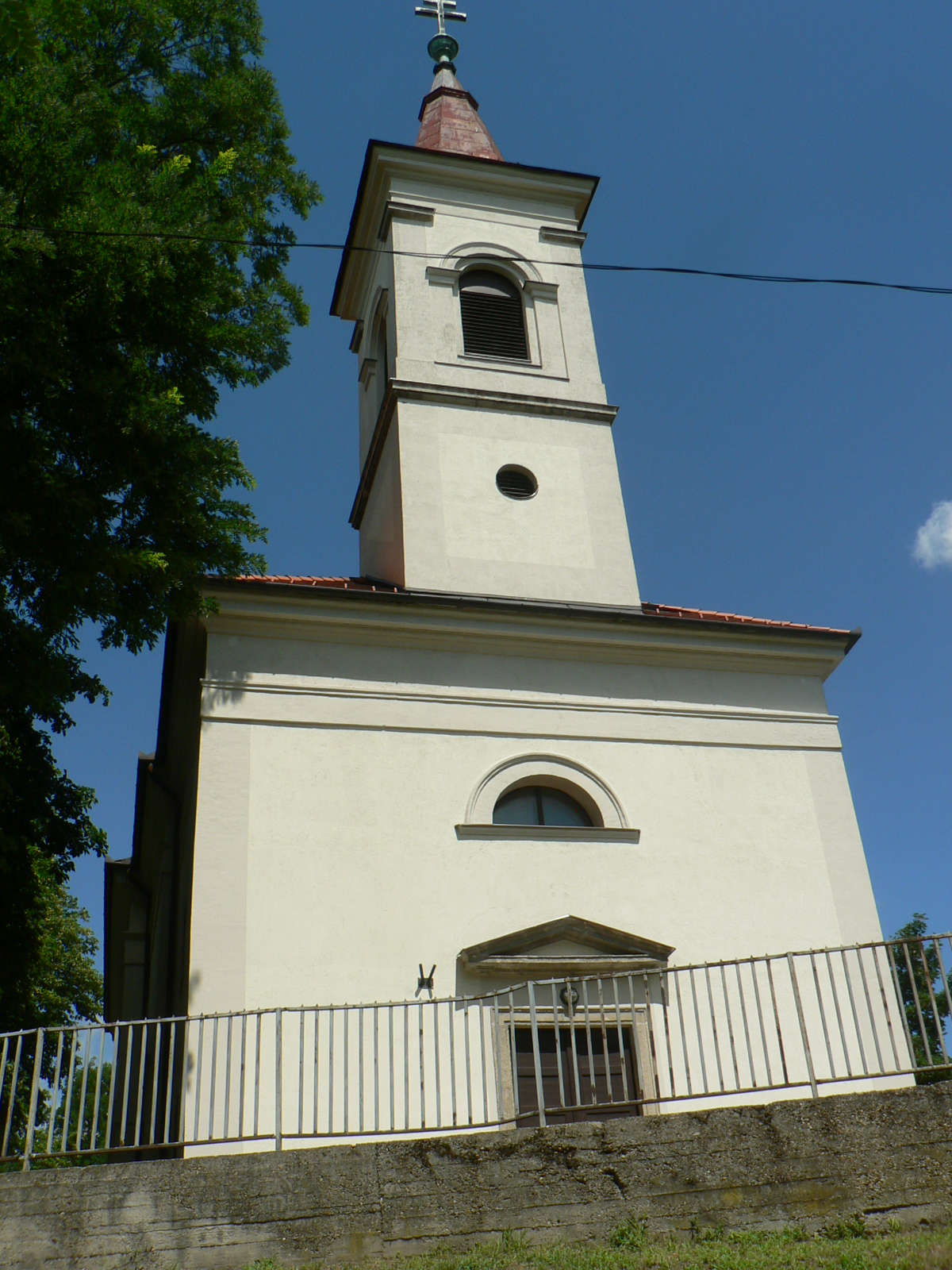
Kościół katolicki w Felcsút